# Hrabstwo Lee (Wirginia)

Piramida wieku hrabstwa

Hrabstwo Lee – hrabstwo w USA, w stanie Wirginia, według spisu z 2000 roku liczba ludności wynosiła 23589. Siedzibą hrabstwa jest Jonesville.

## Geografia
Według spisu hrabstwo zajmuje powierzchnię 1133 km², z czego 1132 km² stanowią lądy, a 1 km² – wody.

### Miasta
- Jonesville
- Pennington Gap
- St. Charles

### CDP
- Dryden
- Ewing
- Keokee
- Rose Hill

### Sąsiednie hrabstwa
- Hrabstwo Harlan (Kentucky)
- Hrabstwo Wise
- Hrabstwo Scott
- Hrabstwo Hancock (Tennessee)
- Hrabstwo Claiborne (Tennessee)
- Hrabstwo Bell (Kentucky)